# Edraianthus serpyllifolius
Edraianthus serpyllifolius là loài thực vật có hoa trong họ Hoa chuông. Loài này được (Vis.) A.DC. mô tả khoa học đầu tiên năm 1839.